# Phalacrocleptes verruciformis
Phalacrocleptes, Phalacrocleptidae
Famille
Genre
Espèce
Phalacrocleptes verruciformis, unique représentant du genre Phalacrocleptes  et de la famille des Phalacrocleptidae, est une espèce de Ciliés de la classe des Phyllopharyngea.

## Description
Phalacrocleptes verruciformis a une taille petite (< 80 µm). Sa forme est hémisphérique aplatie, sans cils ni infraciliature à aucun stade du cycle biologique. Ses tentacules sont très courts ; ils servent à l'attachement à l'hôte. Sa reproduction se fait par fission binaire. Son macronoyau est ellipsoïde. Au moins un micronoyau est présent. Il n'a pas de vacuole contractile.

## Habitats
Phalacrocleptes verruciformis vit en milieu marin en tant que parasite des structures buccales des vers annélides polychètes.

## Systématique
Le nom valide de ce taxon est Phalacrocleptes verruciformis Kozloff (d), 1966.